# Fromage au lait de yack

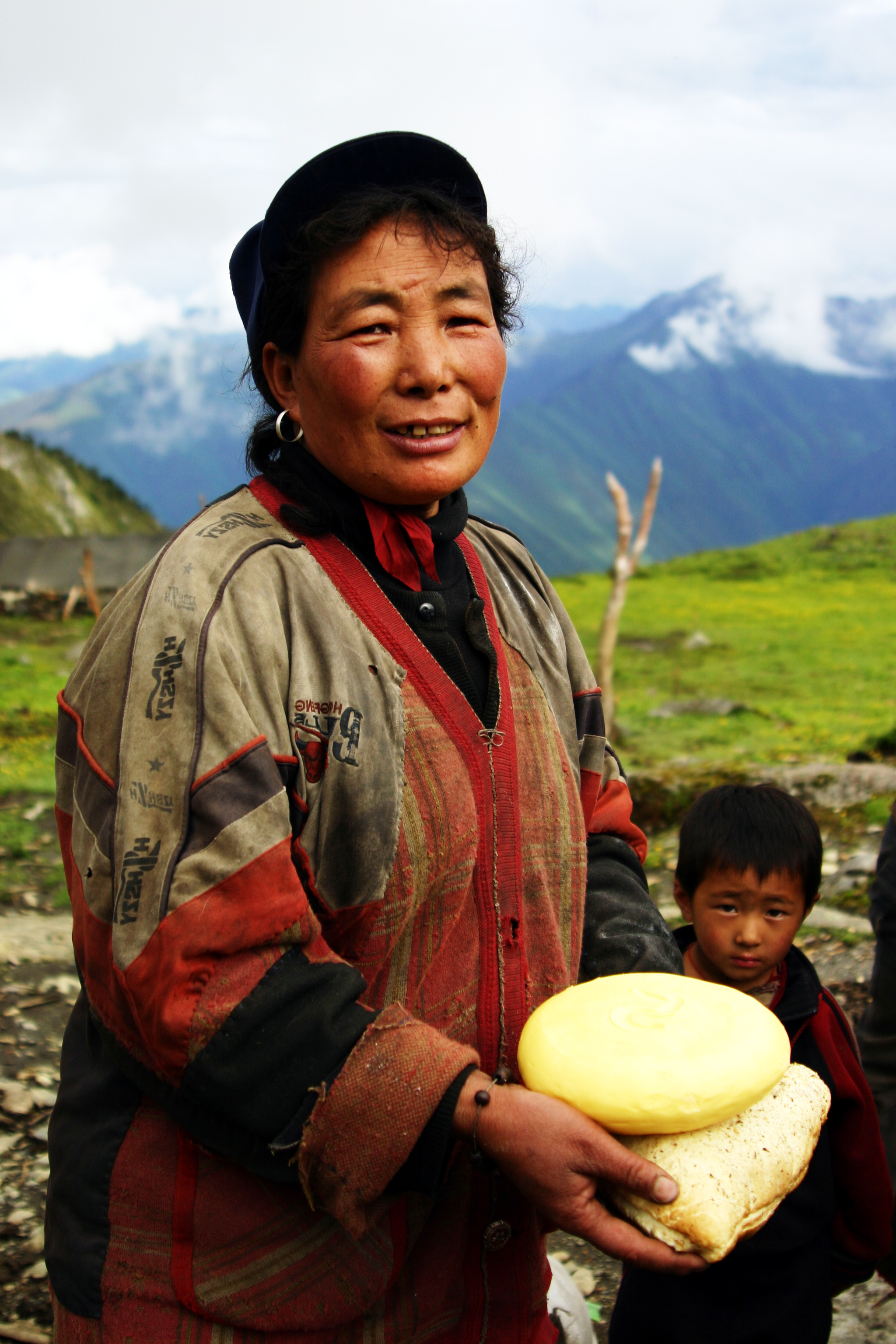
Femme de Yunnan tenant un fromage de yack.

Le fromage au lait de yack ou fromage de yack est produit dans les régions d'altitude d'Asie Centrale. Le yack est un animal laitier particulièrement adapté à l'altitude et domestiqué pour sa production de lait. La femelle du Yack (dri) produit du lait dont une partie est transformé en fromage. Le fromage est produit en altitude, loin des axes routiers, et ces contraintes géographiques expliquent que la production du fromage de yack reste encore manuelle. La production est limitée mais le fromage de yack présente un grand intérêt nutritionnel.

## Le yack, un animal laitier
Un animal laitier est un mammifère dont l’homme extrait le lait pour ses propres besoins nutritionnels. Ces mammifères sont des espèces domestiquées et la production de lait représente d’ailleurs une des raisons premières de leur domestication. La vache et le zébu en sont les représentants dominants (83 %), alors que le yack ne représente que 1 % des animaux laitiers avec la jument, l’ânesse, le lama et le renne. Son lait présente cependant un grand intérêt nutritionnel.

### Intérêt nutritionnel du lait de yack
Le Yack est une espèce très adaptée aux climats rigoureux des montagnes et hauts plateaux d’Asie Centrale. On compte 15 millions de yacks dans le monde dont 90 % de la population vit en Chine.
Même si la production de lait de la femelle du yack (dri) dépasse rarement les 300 litres pour une lactation de 200 jours environ, cet animal  fournit un lait riche en protéines (4 à 6 %) et très énergétique (6 à 10 % de matières grasses).

### Transformation du lait de yack
Du beurre est produit à partir du lait de yack mais le lait est aussi largement utilisé dans la transformation fromagère traditionnelle, notamment au Tibet et en Mongolie où il existe une grande variété de produits tels que l’öröm, l’eezgii, le byaslag, le tarag et l’aarul.

## Fabrication de fromage au lait de yack au Bhoutan
Situé à l'est de la chaîne de l'Himalaya, le Bhoutan est un pays où l'agriculture de montagne est très développée.
Voici un exemple de fabrication de fromage à base de lait de yack. Ce produit est encore transformé manuellement.

### Une transformation manuelle des produits laitiers
La fabrication du beurre et du fromage à partir du lait (90 % du volume trait, les 10 % restants étant consommés sous forme de thé au lait sucré) est manuelle. Le lait n’est pas transformé immédiatement après la traite : il est stocké jusqu’à ce qu’une quantité suffisante soit atteinte et permette de procéder à la transformation. Ce report permet une maturation du lait qui favorise sa transformation. Le fromage est fabriqué à partir du babeurre. Le babeurre est chauffé à feu doux. Du babeurre fermenté est souvent ajouté pour accélérer le processus de coagulation. Après caillage, le fromage est extrait et égoutté quelques heures, le plus souvent par pressage entre deux pierres. Selon les régions, le fromage issu du babeurre est soit consommé ou commercialisé en frais ou demi-sec, soit, pour une plus grande part, transformé en fromage fermenté (à l’est du pays) ou en fromage séché (Haa, Ouest, centre).

### La présentation des fromages produits
La fabrication de fromage sec et demi-sec à partir du babeurre est également pratiquée sur le plateau tibétain mais la production de fromage fermenté semble une spécificité du système d’élevage de l’est du Bhoutan. Ce fromage après égouttage est fourré dans un sac de peau. La maturation peut durer un an.
Le processus de fabrication du fromage séché diffère. Pour la production de fromage séché blanc, les petits cubes de fromage sont bouillis une deuxième fois dans du lactosérum ou dans du lait, ce qui leur donne un goût sucré prisé des consommateurs. Ils sont ensuite séchés au soleil ou, lorsque le temps ne le permet pas, à l’intérieur, au coin d’un feu de bois. La combustion de bouse de yaks noircit en effet les fromages. Le noircissement est recherché pour les fromages séchés de grande taille mais réduit fortement la valeur marchande des fromages séchés de petite taille.
Le fromage destiné à la production de fromage séché est découpé, après égouttage, en morceaux de taille variable selon le type de fromage séché.
Ces morceaux sont ensuite enfilés sur un fil en poils de yack ou plus récemment en nylon.
- Dans le cas du fromage séché blanc de petite taille (churghu), les morceaux ont pour dimension 1x1x4cm ou 1x3x3cm
- Dans le cas du fromage séché noir de grande taille (hapi ruto), les morceaux mesurent 1x8x8 cm.

## Les contraintes de production
Les contraintes de production du fromage au lait de yack restent nombreuses.

### Contraintes géographiques
Le fromage de yak reste une production marginale. La productivité limitée s’explique en partie par l’éloignement des axes routiers, l’élevage de yaks et la transformation des produits issus du yack sont donc restés des activités manuelles, intensives en travail mais extensives en capital.
Ces systèmes d’élevage sont donc en situation de grande fragilité.

### Le yack, un animal peu productif

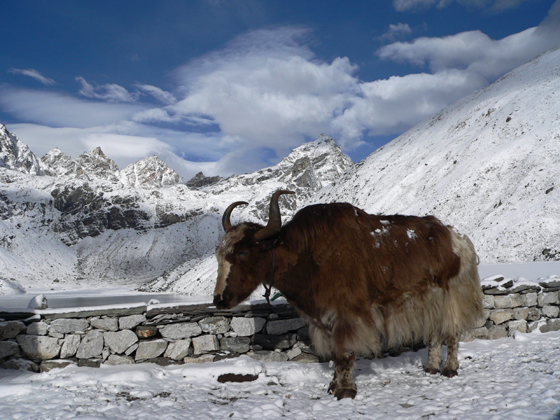
Yack tibétain.

En comparaison avec les autres bovins, le yack est un animal peu productif. La femelle (dri) met bas son premier veau à 4 ans et les vêlages suivants se feront généralement au rythme de deux veaux tous les trois, voire quatre ans. En Chine, la femelle du yack produit entre 100 et 325 litres de lait par an. Cette production ne permet des excédents, au-delà des besoins du veau, que deux à trois mois par an, pendant l’été, durant lesquels les éleveurs peuvent produire du beurre, du fromage et du yaourt. La traite et la transformation des produits laitiers sont des activités très contraignantes exclusivement réservées aux femmes. La force de travail féminine disponible est donc un facteur limitant la taille des élevages et la fabrication du fromage qui reste un produit de très haute qualité nutritionnelle (matière grasse, protéines, acides aminés, micro-nutriments, etc).

### Le yack, un animal emblématique de l'Asie
Le yak reste cependant un animal clé des systèmes de production des régions d’altitude d’Asie Centrale et de la survie des populations rurales du fait de son adaptation aux conditions agro-écologiques les plus extrêmes et de l’importance qualitative de ses produits dans l’alimentation. Nous avons vu l’intérêt nutritionnel du fromage de yack.